# تانيا هوب
تانيا هوب (بالإنجليزية: Tanya Hope)‏ هي عارضة وممثلة هندية، ولدت في 1996 في بنغالور في الهند.

## وصلات خارجية
- تانيا هوب على موقع IMDb (الإنجليزية)
- تانيا هوب على موقع قاعدة بيانات الأفلام العربية
- تانيا هوب على موقع ألو سيني (الفرنسية)
- تانيا هوب على موقع قاعدة بيانات الفيلم (الإنجليزية)
- تانيا هوب على موقع كينوبويسك (الروسية)